# Puerto Alcatraz
Puerto Alcatraz är en ort i Mexiko.   Den ligger i kommunen Comondú och delstaten Baja California Sur, i den västra delen av landet, 1 400 km väster om huvudstaden Mexico City. Puerto Alcatraz ligger 4 meter över havet och antalet invånare är 156. Den ligger på ön Isla Santa Margarita.
Terrängen runt Puerto Alcatraz är platt åt nordost, men åt sydväst är den kuperad. Havet är nära Puerto Alcatraz åt nordost.  Det finns inga andra samhällen i närheten. 